# アクセル・モーレル
ディドリク・マグヌス・アクセル・モーレル（Didrik Magnus Axel Möller、1830年2月16日 – 1896年10月25日）は、スウェーデンの天文学者である。

## 経歴
sv:Västra Alstadで生まれた。ルンド大学で学び1853年に博士号を取得して、1863年から1895年の間ルンド大学の天文学の教授を務めた。マルメヒュース県で没した。フェイエ彗星やパンドラの軌道計算をおこなった。1881年に王立天文学会ゴールドメダルを受賞した。